# Arapaha
|  | No s'ha de confondre amb Arapahoe. |

Arapaha (també arapaja o harapaha) era una vila timucua en el riu Alapaha del segle xvii. El nom també s'usa de vegades per designar una província o sub-província a la Florida espanyola.
Arapaha vaentrar en els registres històrics amb l'establiment de la missió de Santa María de los Angeles de Arapaha en la dècada de 1620. Aquesta missió estava al nord de les missions establertes a la Província Timucua (en el sentit estricte original del territori del Utina septentrionals), i al nord-est de la província yustaga. La vils d'Arapaha probablement era situada al riu Alapaha. ("Arapaha" es presumeix que ha estat canviat a "Alapaha" pels parlants d'una de les llengües muskogi, que no tenen "r".) "Arapaha" probablement significa "moltes cases" o "ciutat os" en llengua timucua. Les persones a què es refereixen els francesos com "Onatheaqua" a la dècada de 1560 pot haver estat la mateixa que els Utina septentrionals o Arapaha.
En els registres espanyols diverses altres missions estan relacionades amb Santa María de los Angeles de Arapaha, incloent Santa Cruz de Cachipile (vora l'actual Lake Park (Geòrgia)), San Ildefonso de Chamini (o Chamile) (vora Hixtown Swamp al comtat de Madison (Florida)) i San Francisco de Chuaquin (al baix riu Withlacoochee vora el riu Suwannee). Chuaquin era vora la carretera reial entre Saint Augustine i la Província Apalachee. Apapaha, Cachapile i Chamile eren situades al nord de nord-oest de San Augustín de Urihica, fora del camí ral. Cachipile i Chaquin eren subjectes al cap de Camile.
No és clar si Arapaha i les seves viles/missions associades van constituir una província a l'extrem nord de Florida i sud de Geòrgia separada del nord de la província d'Utina. Un viatger espanyol en 1630 es va referir a "la província de Harapaha" situada entre Santa Isabel de Utinahica i la província Apalache. Es va informar que les missions a Arapaha, Cachipile, Chamile i Chuaquín estaven al nord de la província d'Utina en 1655, però Arapaha, Cachipile i Chamile es trobaven més lluny de San Agustín que de les missions de San Pedro y San Pablo de Potohiriba i Santa Elena de Machaba a la Província Yustaga, elles mateixes més lluny de San Agustín que les missions dels Utina septentrionals més al sud. Els caps d'Arapaha, Cachipile, Chamile i Chuaquín no es van unir a la rebel·lió timucua de 1656, que va ser instigada pel cap principal dels Utina septentrionals, el que indica la possibilitat d'un cert grau d'autonomia o separació.
En l'inici de la rebel·lió timucua de 1656 els espanyols executaren molts dels caps de les Províncies Timucua (utina septentrionals), Yustaga i Potano. D'aquesta manera molts dels pobles es quedaren sense líders, ja que estaven despoblades. Els espanyols van pressionar als caps i habitants d'Arapaha, Chamile, Cachipile i Chaquin per traslladar-se a les viles al llarg del camí ral. El cap d'Arapaha va rebre Santa Fe de Toloca com la seva principal ciutat, així com jurisdicció sobre San Francisco de Potano, San Pedro y San Pablo de Potohiriba, San Juan Guacara i altres viles de missió. Les velles ciutats eren força despoblades quan les visitaren en 1658. Els residents que no s'havien traslladat a les viles en el camí ral en la seva majoria havien mort o fugit als boscos.